# Лучия Антонова-Василева
Проф. д-р Лучия Стефанова Антонова-Василева е българска езиковедка, директор на Института за български език „Проф. Любомир Андрейчин“ в Българска Академия на Науките.
Лучия Антонова завършва българска филология в СУ „Св. Климент Охридски“. От 1980-а работи в Института за български език при БАН. Лектор по практически български език в Тирана, Албания (2006 – 2009). Автор на десетки книги, атласи, карти, речници и статии в списания и поредици в областта на българската диалектология и историята на българския език.